# Andrija Matijaš
Andrija Matijaš « Pauk » (l’araignée) (né le 31 juillet 1947 à Pozorac, Marina près de Trogir (Croatie) - 9 octobre 1995 à Mrkonjić Grad (Bosnie-Herzégovine) était un général de division de l’armée croate, et un héros de guerre en Croatie.
Andrija Matijaš quitte l’armée yougoslave et rejoint l’armée croate, devient commandant d’une compagnie qui vivra son baptême du feu dans la région de Banija contre les rebelles serbes en 1991.
Avec les chars qu’il captura lors des batailles, il créera le 4e régiment de combat, qu’il dirigera à partir du 10 novembre 1992.
Pendant l’opération Maslenica (en) son régiment affrontera les chars serbes stationnés à Kasić. Il sera blessé par l’explosion d’un obus de mortier.
Il deviendra chef d’état major et dirigera les opérations « Hiver 94 » « Eté 95 » en préparation de l’opération tempête en août 1995.
Il sera tué le 9 octobre 1995 dans la ville de Mrkonjić Grad lors de l’ « opération action sud », qui mena les forces croates à 23 km de Banja Luka.
En sa mémoire le 4e régiment de combat a été surnommé "les araignées".